# Courcelles-sur-Seine
Courcelles-sur-Seine é uma comuna francesa na região administrativa da Normandia, no departamento de Eure. Estende-se por uma área de 5,47 km². Em 2010 a comuna tinha 2 105 habitantes (densidade: 384,8 hab./km²).